# Kurodavolva
Kurodavolva is een geslacht van weekdieren uit de klasse van de Gastropoda (slakken).

## Soort
- Kurodavolva wakayamaensis (Cate & Azuma, 1973)